# 가창댐
가창댐은 대한민국 대구광역시 달성군 가창면 용계리에 있는 급수 시설이다. 유역 면적은 43㎢, 저수 면적은 0.67㎢이고 총저수량은 940만㎥, 유효 저수량은 891만㎥, 취수량은 일일 5만2천㎥가량이다. 하루 약 164만 톤의 물을 생산할 수 있는 능력을 갖추고 있으며 현재 수성구의 10개 동 (상동, 파동, 두산동, 지산1~2동, 범물1~2동, 범어4동, 황금1동, 중동) 과 달성군 전역의 급수를 담당하고 있다.

## 역사[2]
1918년 가창 구 정수장과 대봉 배수지를 시작으로, 1959년에 총 저수량 200만㎥ 규모로 완공되었다. 비슬 산맥과 최정산 사이를 흐르는 용계천을 막아 만들어졌으며, 가창댐이 아닌 가창 저수지로도 불린다.
1962년 6월에 가창 신 정수장의 정수 시설 확장 공사를 착공하였고, 1983년부터 1986년까지 3년간의 확장 공사를 통해 저수 능력을 910만㎥로 대폭 늘렸다. 2000년에는 배출수 처리 시설 설치 공사가 시작되어 2003년 1월에 준공되었다.
2016년 기준 취수량은 일 5만 5000㎥이며, 정수량은 일 5만㎥이며, 생활 용수 취수량은 119만 2559㎥, 송수량은 115만 3034㎥이다.

## 사건 사고
2020년 10월 28일 한 잠수부가 취수탑 안전진단 작업 중 취수구에 빨려 들어가 사망하였다. 작업 중에는 취수구를 잠궈야 하지만, 관리 측에서 취수구를 잠그지 않거나 취수밸브 관리가 제대로 이뤄지지 않아 벌어진 사건이다.
유가족 측은 진상규명을 요구했으며, 가창댐 관계자 1명과 하청업체 관계자 2명 등 3명은 업무상 과실치사 혐의로 불구속 입건되어 재판을 받게 되었다.